# Bač
Bač (srpski: Бач, mađarski: Bács, slovački: Báč, njemački: Batsch, latinski: Bach) je grad u Južnobačkom okrugu, u Vojvodini. Grad ima 6.046 stanovnika (2002.), dok općina Bač ima 16.101 stanovnika od čega 46% čine Srbi, 20% Slovaci i 34% ostali (Hrvati, Mađari, Rumunji, Romi i dr.); starinsko je hrvatsko naselje u Vojvodini. Po Baču se zove cijela pokrajina Bačka i povijesno je bilo najznačajnije naselje pokrajine koje je vremenom izgubilo svoj negdašnji značaj. 

## Povijest
Postojale su dvojbe o podrijetlu imena gradića Bača, no prema akademiku Anti Sekuliću, moglo bi se govoriti o mađarskoj posudbi s obzirom na to da su Mađari dosta kasnije stigli u Podunavlje. Riječ je prije bila poznata Poljacima i Slovacima, a označavala je "ovčara" (pastira) ili "nadovčara" te ističe da bi se korijene trebalo tražiti iz oblika koji je posuđen iz epirsko-slavenskog. Mađarska jezikoslovna znanost ne prikazuje riječ Bač kao mađarsku.
Bač je bio naseljen još u brončanom dobu. Arheološka iskapanja u bačkoj okolici su potvrdila da je na mjestu današnjeg Bača bila veća starorimska naseobina koja je nastradala pod barbarskih navalama, a s obzirom na sličnost opeka i kamenja u Erdutu, Iloku i Šarengradu, osnovano se može tvrditi da je starorimski Bač bio dijelom niza utvrda, tim više kad se zna za postojanje šanaca u šumi između Bukina i Bača.
U doba seobe naroda su se na ove prostore doselili Slaveni i Bugari još prije hunskog pustošenja. Nakon što su Huni prestali harati Europom, obnovljeni su neki gradovi, a osobito Istočno Rimsko Carstvo u doba Justinijana I. Iz tog vremena datira prvi spomen Bača, iz 535. godine. Ista povijesna isprava spominje i biskupiju, što se s obzirom na kršćansku nazočnost na tim prostorima prije hunskih pustošenja, može zaključiti da je na tom prostoru Bač bio značajno naselje koje je imalo sjedište crkvene vlasti.
Za razdoblja avarske vlasti zabilježeno je da je ovdje bila avarska tvrđava.
U srednjem vijeku je bio tržišnim, sajmišnim i obrtničkim mjestom.
Ugarski kralj Stjepan I. je ovdje utemeljio Bačku biskupiju, a po ovom gradu je prozvao i istoimenu županiju. I nakon ujedinjenja s Kalačkom nadbiskupijom Bač je zadržao svoj kaptol, a nadbiskupa se biralo u ovom gradu.
Bač je bio toliko važnim naseljem da je svojevremeno u njemu zasjedao sabor Kraljevine Ugarske kojema je osobno predsjedao i sam kralj. Kao i brojna druga bačka mjesta, starosjedioci su mu bili šokački Hrvati, među kojima je Bač bio najvažnijim središtem. Kulturno središte je bio franjevački samostan, koji je prije pripadao ivanovcima.
Za vlasti Karla Roberta se u Baču kovao novac, a u to vrijeme je bila sagrađena i bačka tvrđava (Stari grad).
Za stolovanja nadbiskupa Petra Varda Bač je postao riječnim prometnim mjestom, jer je nadbiskupova novčana pomoć pomogla produbljivanje korita Mostonge tako da je Bač postao brodski povezan s Dunavom. Za kraljevanja hrvatsko-ugarskog kralja Vladislav II. Jagelović je 1494. postao gradom, što je značilo veliku financijsku olakšicu za stanovnike. I u 15. st. je Bač bio trgovištem, a o posljedicama gospodarskog procvata govori mnoštvo trgovina i raširenost grada koji se približio Tovariševu.
Gospodarski i sigurnosni problemi su počeli s turskim provalama, osobito nakon pada Beograda 1521., a nakon mohačke bitke 1526. je pao pod tursku vlast. Turci su u povratku poslije pobjede kod Mohača spalili Bač i opsjeli utvrdu. Nakon jednodnevne opsade su upali u tvrđavu i pobili sve. Nekoliko tisuća preživjelih stanovnika Bača se dalo u zbjeg. Na putu prema Petrovaradinu izbjeglice su se ulogorile u predjelu okruženim jezerima i močvarama, a logor, kojeg su branili mađarski vojnici, je bio opasan šančevima. Turci su napali i taj logor i pobili i vojnike i civile. Posljedica ovog razaranja je da je vrlo malo sačuvano podataka iz razdoblja prije 1526. godine.
Od Turaka je oslobođen u 17. stoljeću, ali više nikad nije dosegao veličinu i značaj kojeg je imao nekad, čemu je pridonijela nemirna granica i učestali nemiri u Ugarskoj.
Kolonizacija Nijemaca u Bačku u 19. st. je pogodila i Bač i bačke Šokce. Gospodarski jači Nijemci su ih istisnuli pa je tako do 1941. polovina stanovnika bila njemačka, a oko četvrtine su bili šokački Hrvati.
Nakon Drugog svjetskog rata, nakon što su komunističke vlasti iselile Nijemce, na njihovo su mjesto doveli Srbe iz Bosne.,
Dana 15. travnja 2010. godine Republika Srbija je nominirala Bač za upis na UNESCO-ov popis mjesta svjetske baštine u Europi.

## Kultura
Franjevci svjetovnog reda su u Baču otvorili svoje prve škole na ovim prostorima. Vjeruje se da je u blizini Bača bila benediktinska i augustinska opatija u Derži.
Svoj samostan u Baču su imali ivanovci, a naslijedili su ga franjevci. Opatom tog istog samostana je bio Mavro Orbini.
Časopis Zvonik je osnovan 19. rujna 1994. godine u Baču, "u sjeni zvonika franjevačke crkve iz 13. stoljeća".
O franjevačkom djelovanju u Baču su pisali Paškal Vjekoslav Cvekan (Franjevački samostan u Baču, 1985.), a o povijesti Bača su pisali Mladen Barbarić (Bač, crtice za njegovu povijest) i Ante Sekulić (Drevni Bač, 1978.).
Na sastanku pet hrvatskih udruga održanom 20. lipnja 2013. u etno-kući Didina kuća, održanom na inicijativu Željka Pakledinca, iznesen je prijedlog o osnivanju Hrvatskog kulturnog centra u Baču, koji bi koordinirao rad udruga Hrvata, organizirao međusobno pomaganje i zajedničke nastupe, manifestacije i priredbe.

### Kulturne znamenitosti
- Bačka tvrđava iz 14. st., danas spomenik kulture od izuzetnog značaja
- Franjevački samostan u Baču, nepokretno kulturno dobro[7][7]
- Kapela sv. Antuna Pustinjaka u Baču[7] je u blizini Bača, na putu za Mladenovo, u šumi Guvnište. Tu je natpis koji kaže da je obnovljena 1817. na istom mjestu gdje je osnovana prije 1526. god. To je jednobrodna građevina skladnih proporcija s poligonalnim oltarnim prostorom u istočnom dijelu, sakristijom na sjevernom zidu i drvenim zvonikom na zapadnoj strani. Fasada je ojačana s pet ugrađenih kontrafora, dva postavljena dijagonalno na istočnim kutovima. Iznad glavnog ulaza su dvije neogotičke trifore, a u unutrašnjosti se nalazi galerija u kojoj se nalaze male orgulje, donirane 1864. god.[4]
- Katolička crkva sv. Pavla u Baču[7] je skladnih proporcija i izgrađena u baroknom stilu između 1773. i 1780., a potom opsežno obnovljena 1838. godine. To je jednobrodna građevina s polukružnom apsidom gdje je oltar niži od glavnog broda i sakristijom na sjevernoj strani. Tri kratka stupa, ukrašena pilastrima s jonskim kapitelima dijele interijer u tri broda. Fasadne dekoracije su pojednostavljene i reprezentativnije na zapadnoj strani, gdje je i visoki dvokatni zvonik.[4]
- Katolički samostan časnih sestara Naše Gospe u Baču[7] je izgrađen 1876. god. uz sjeverni zid crkve svetoga Pavla. Ljudevit Heinold, nadbiskup i kasnije kardinal, nadzirao je gradnju. Njegov portret u kardinalskoj haljini je 1878. god. naslikao Loschinger, a danas se čuva u samostanu. Dva kata zgrade su izduženog tlocrta, a izgrađena je u klasicističkom stilu. Zapadna fasada je podijeljena vijencem u dva područja, a pod prozorima su oblikovane u neoromaničkom stilu.[4]
- Hamam u Baču[7] u središtu Bača je vrijedno svjedočanstvo iz vremena osmanske vladavine u Vojvodini. Vjerojatno je izgrađen nakon 1578., i Evlija Čelebi ga spominje u svom posjetu Baču 1665. god. Prema arheološkim nalazima imao je šest soba (halvat - čekaonica s garderobom, sadirvan - kupaonica: hazna - cisterna; kulhan - kotao/prostorija s peći). Djelomično je porušen ali dio kupole iznad središnjih soba je sačuvan.[4]
- Kalvarija u Baču[8]
- Manastir Bođani, danas spomenik kulture od izuzetnog značaja, nalazi se 15 km južno od Bača, prema Dunavu. Kompleks se sastoji od crkve, stambenog kompleksa u obliku slova 'U' i prateće farme. Bila je srušena i obnavljana nekoliko puta. Prvi samostan je 1478. izgradio srbijanski trgovac Bogdan iz Dalmacije, kao znak zahvalnosti prema Djevici Mariji za ozdravljenje očiju. Sadašnja crkva i samostan su nakon četvrte obnove posvećeni Predstavljanju Gospe i izgradio ih je 1722. god. Mihailo Tamišvarlija. U prizemlju ima križni tlocrt s kupolom promjera 5,5 m, koja se uzdiže na sjecištu glavnog broda i transepta.[4]
- tursko kupatilo
- Etno-kuća u staroj kući roditelja Stanke Čoban. Upotpunjena je starim fotografijama, svetim slikama i detaljima narodne nošnje – radi što boljeg prikaza kulturnog naslijeđa Hrvata Šokaca na ovim prostorima.,[9] Didina kuća[10]

### Mediji
- Radio Bačka

## Stanovništvo

### Etnički sastav 1910[11]
|  | Nijemci | Šokci | Mađari | Židovi | Srbi |  |
|  | ------- | ----- | ------ | ------ | ---- |  |
|  | 1888    | 1238  | 719    | 30     | 26   |  |

### Broj stanovnika kroz povijest:
- 1961.: 6.321
- 1971.: 5.916
- 1981.: 5.994
- 1991.: 6.046
- 2011.: 5.390

Prema popisu 2002., 66% stanovnika općine Bač govori srpski kao materinji. Ostatak populacije po materinjem jeziku su govornici slovačkog kao materinjeg (20%), rumunjskog (4%), mađarskog (3%), hrvatskog (3%) i romskog (2%). Službeni jezici u općini su srpski, slovački i mađarski.
Naselja sa srpskom većinom su : Bač, Bačko Novo Selo i Bođani. Naselje sa slovačkom većinom je Selenča. Nacionalno miješana naselja s relativnom srpskom većinom su Vajska i Plavna.

## Hrvati u Baču
U Baču djeluje hrvatsko kulturno-umjetničko-prosvjetno društvo "Mostonga". Osnovano je 16. prosinca 2006. Odlukom inicijativnog odbora za prvog predsjednika je izabran Stjepan Čoban, za tajnika Krešimir Šimudvarac, za blagajnika Marjan Penavin. Društvo djeluje u nekoliko odjela od kojih je najaktivnija tamburaška skupina, zatim folklorna, dječja folklorna skupina, mješovita pjevačka skupina, dramsko-literalna i etnološka.
Glavni cilj HKUPD "Mostonga" Bač je očuvanje tradicije, jezika, kulturne baštine Hrvata Šokaca u Baču i zaštita nacionalnog identiteta na ovim prostorima. Organizator je velike manifestacije obilježavanja 320 godina od dolaska Hrvata Šokaca od Soli u Bačku pod zajedničkim nazivom "Tragovi Šokaca od Gradovrha do Bača 1688-2008" koja je skupila sve Šokce bačkog Podunavlja kao i Šokce iz Bosne i Slavonije.
Uz redovne aktivnosti organizator je tradicionalnog "Šokačkog bala" koji se održava svake godine zadnji vikend u mjesecu siječnju, kao i trodnevne manifestacije "Susret Šokadije" u mjesecu kolovozu.
Od 2006. na mjesnom Radiju Bač se emitira jednom tjedno jednosatna emisija na hrvatskom jeziku, a nakon sastanka čelništva hrvatske zajednice koje su predvodili predsjednik DSHV-a Petar Kuntić i predsjednik HNV R. Srbije dr Slaven Bačić s gradonačelnikom Bača Tomislavom Bogunovićem od 6. prosinca 2010., i uz potporu mjesnog radija, od 1. siječnja 2011. će se emisija na hrvatskom emitirati dva sata tjedno. Dogovoreno je i da će se u školama od početka drugog polugodišta započeti s provođenjem izučavanja hrvatskog jezika i nacionalne kulture.
Hrvatske kulturne udruge u općini Baču su: Mostonga, Matoš, Dukat, Zora i Tragovi Šokaca.

## Općina
U općinu Bač ulazi grad Bač, zajedno s naseljem Mali Bač te ova sela:
- Bačko Novo Selo
- Bođani
- Vajska (zajedno s Labudnjačom i Živom)
- Plavna
- Selenča

## Politika
U općinskom vijeću prema rezultatima lokalnih izbora 2012. sjede:
- Demokratska stranka (9)
- Srpska radikalna stranka (2)
- SNS (6)
- Socijalistička partija Srbije (5)
- LSV (3)

## Poznate osobe
- Juraj Vidaković, vojskovođa, kapetan Bača
- Stjepan Bartolović, hrvatski jezikoslovac
- Pave Jurković Katanov, hrv. književnik
- Stipan Vujević, nacionalni preporoditelj Hrvata u Podunavlju, hrv. književnik, školovao se i 10 godina radio u školi u Baču
- kapelan Ivan Dolić, savjetnik Ivana Crnog
- Franjo Piuković, svećenik, hrv. kulturni radnik i domoljub, duhovnik u Baču
- Stjepan Beato Bukinac, svećenik i teolog
- Mavro Orbini, hrvatski pisac, ideolog i povjesničar, opat franjevačkog samostana u Baču
- György Balogh (Đuro Balog), svećenik, župnik i arhiđakon u Baču, tajnika i dekana bačkog dekanata i osnivač knjižnice bačkog dekanata
- Fabijan Peštalić, franjevac, nacionalni preporoditelj Hrvata u Podunavlju, desetak je godina bio učiteljem u Baču
- Béla Duránci, erudit, povjesničar umjetnosti, čuvar kulturne baštine
- Marin Šemudvarac, bogoslov, visoki crkveni dužnosnik
- Ivan Tomaš Jakić, državni prvak u dizanju utega

## Gradovi pobratimi
Bač je zbratimljen s:
- Vlist, Nizozemska
- Vukovar, Hrvatska[15]
- Senica,  Slovačka

## Vanjske poveznice
- Službene stranice
- Radio-Subotica Susret tuzlanskih i bačkih Hrvata, potomaka nekada zajedničkih predaka iz Bosne